# 후타미 카즈키
후타미 카즈키(일본어: 二見 一樹, 1985년 8월 16일 ~ )는 일본의 영화인이다.

## 출연작

### TV 드라마
- 1997년 ~ 1998년 B-로봇 가브타크 - 코엔지 유즈루 역